# Tachyphyle fuscicosta
Tachyphyle fuscicosta là một loài bướm đêm trong họ Geometridae.